# 서울영원초등학교
서울영원초등학교는 대한민국 서울특별시 영등포구에 있는 공립 초등학교이다.

## 학교 연혁
- 2002년 9월 1일 : 개교, 초대 정익교 교장 취임
- 2006년 9월 1일 : 제 2대 김동래 교장 취임
- 2010년 3월 1일 : 제 3대 임한섭 교장 취임
- 2014년 3월 1일 : 제 4대 이진숙 교장 취임
- 2016년 9월 1일 : 제 5대 장영숙 교장 취임
- 2021년 1월 11일 : 제 19회 졸업식(65명, 졸업생 누계 2,342명)
- 2021년 3월 2일 : 제 6대 안지현 교장 취임
- 2021년 3월 2일 : 제 19회 입학식(100명)

## 참고 자료
- 서울영원초등학교 - 한국교육학술정보원 학교알리미